# Johann Hürlimann (Theologe)

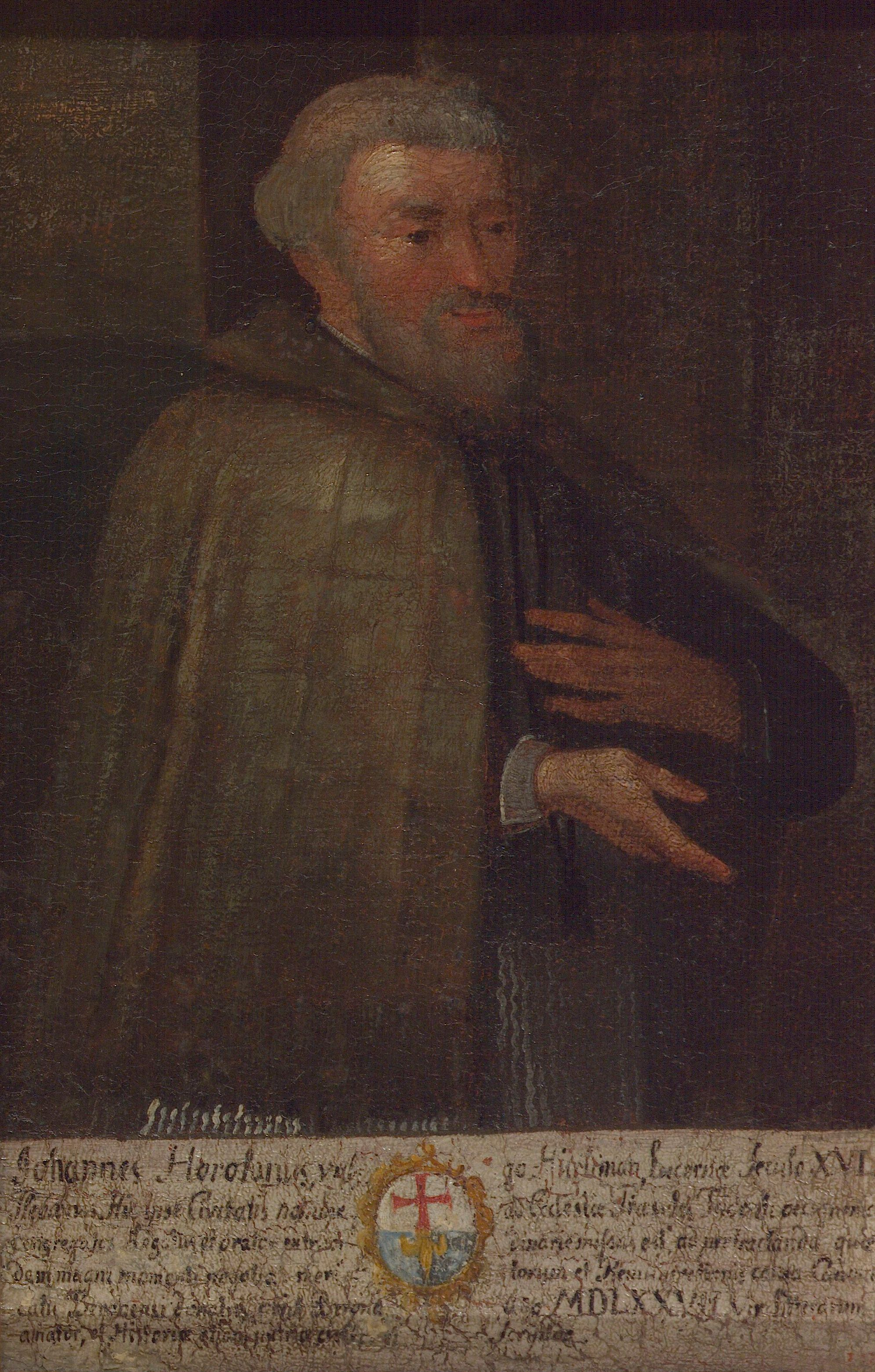
Porträt in der Porträtgalerie merkwürdiger Luzerner

Johann Hürlimann (auch Johann Horlanus; * in Rapperswil; † 16. Juli 1577 in Luzern) war ein Schweizer römisch-katholischer Theologe und Geistlicher.

## Leben
Hürlimanns früher Werdegang ist weitgehend unbekannt. Er erlangte jedenfalls den Magistergrad. Bekannt ist, dass er Pfarrer in Baden war, von 1546 bis 1551 in Reiden und von 1551 bis 1555 in Sursee, bevor er 1556 als Pfarrer und Dekan nach Zug kam. 1561 ging er schliesslich als Leutpriester nach Luzern. Dort wirkte er bis zu seinem Tod. Ausserdem war er Apostolischer Protonotar, ab 1563 Wartner und ab 1569 Chorherr des Chorherrenstifts St. Michael Beromünster.
Hürlimann galt als gelehrter und belesener Mann, allerdings soll er mit einer grossen Heftigkeit gegen andere gesprochen haben, wobei er mehrere gegen ihn geführte Prozesse wegen seiner Äusserungen verlor und er das Geäusserte widerrufen musste. Er wendete sich unter anderem gegen den Protestantismus und führte die Opposition gegen die konsequente Durchsetzung des Zölibats an. Trotzdem soll er sein Ansehen nicht verloren haben.

## Werke (Auswahl)
- Calendarium orthodoxum. Ad quemlibet anni diem Jo. Horolanus addidit nomenclaturam Autorum, qui mentionem istorum Sanctorum faciunt. Basel 1560.
- Bettbuch Caroli Magni: Das ist, Carl deß Grossen vnd Ersten Teutschen Römischen Kaysers von ihrer Mayestät vor 780 Jaren, vnnd nachmals auch von dero Enickel Kayser Carolo Calvo, täglich gebraucht vnd anietzo erst auß dem rechten uralten Original trewlich verteutscht. Mit Holzschnitten. Drucker Wolfgang Eder, Ingolstadt 1584 (Digitalisat).
- Gedechtnißwürdige Sachen vnd Geschichten von allen dreizehnn Orten löblicher Eydgenoßschaft, auch den zugewanten Orten, sambt den Clöstern vnd Gestifften, mit sonderem Fliß colligiert vnd zusammengetragen. Manuskript in der Zentral- und Hochschulbibliothek Luzern.
- Des durchluchtigen vnd Ehrwürdigsten Herren Caroli, Cardinals von Luthringen, gethane räd in ankunfft zu Trient in dem heiligen allgemeinen Concilio, vertütscht. Manuskript.